# Victoriapaleis
Het Victoriapaleis (Palatul Victoriei) is het gebouw van de Roemeense regering in Boekarest. Het gebouw staat aan het Overwinningsplein (Plața Victoriei) en dankt daar zijn naam aan. Het werd tussen 1937 en 1944 gebouwd naar een ontwerp van Duiliu Marcu. Aanvankelijk was het ministerie van Buitenlandse Zaken erin gevestigd.